# Ла-Мирада
Ла-Мирада (англ. La Mirada) — город в округе Лос-Анджелес, штат Калифорния, США.

## История
Город Ла-Мирада был создан усилиями двух человек: Эндрю Макнэлли и Эдвина Нэффа. В 1888 году Макнэлли приобрёл около 2200 акров (8,9 км²) земли ранчо Лос-Койотс к югу от Уиттиера за $200 000.
Статус города присвоен Ла-Мираде 23 марта 1960 года.

## География
По данным Бюро переписи населения США, город Ла-Мирада имеет общую площадь в 20,351 квадратного километра, площадь водных ресурсов в черте населённого пункта составляет 0,045 км² (0,22%). C юго-востока граничит с округом Ориндж, с городом Фуллертон.
Ла-Мирада расположена на высоте 59 метров над уровнем моря.

## Демография
По данным переписи населения 2010 года в Ла-Мираде проживало 48 527 человек. Средняя плотность населения составила около 2 384,5 человек на один квадратный километр. Расовый состав Ла-Мирады распределился следующим образом: 29 462 (60,7%) белых (из них 38,0% не испаноговорящих белых), 1 099 (2,3%) чёрных или афроамериканцев, 394 (0,8%) коренных американцев, 8 650 (17,8%) азиатов, 142 (0,3%) выходцев с тихоокеанских островов, 6 670 (13,7%) других народностей, 2 110 (4,3%) — представителей смешанных рас. Испаноговорящие составили 39,7% (19 272 человека) от всех жителей города.
Из 14 681 домашнего хозяйства города в 5 368 (36,6%) — воспитывали детей в возрасте до 18 лет, 8 971 (61,1%) представляли собой совместно проживающие супружеские пары, в 1 731 (11,8%) женщины проживали без мужей, в 802 (5,5%) мужчины проживали без жён. 17,3% (2 536 домохозяйств) от общего числа семей на момент переписи жили самостоятельно, при этом 10,7% (1 578) составили одинокие пожилые люди в возрасте 65 лет и старше. Средний размер домашнего хозяйства составил 3,11 человека, а средний размер семьи — 3,48 человека.
Население города по возрастному диапазону по данным переписи 2010 года распределилось следующим образом: 10 246 (21,1%) — жители младше 18 лет, 7 092 (14,6%) — между 18 и 24 годами, 11 609 (23,9%) — от 25 до 44 лет, 12 203 (25,1%) — от 45 до 64 лет и 7 377 (15,2%) — в возрасте 65 лет и старше. Средний возраст жителей составил 37,9 года. На каждые 100 женщин в Ла-Мираде приходилось 92,2 мужчины, при этом на каждые сто женщин 18 лет и старше приходилось 98,4 мужчины также старше 18 лет.

## Знаменитые уроженцы и жители
- Гари Аллан — исполнитель кантри-музыки.
- Эрик Уинтер — актёр и фотомодель.
- Джанин Линдмалдер — стриптизерша и порноактриса.
- Эмбер Райли — актриса и певица.
- Деррик Уильямс — профессиональный баскетболист.
- Дженни Финч — софтболистка.
- Марк Рейнольдс Хьюз — предприниматель, основатель компании «Herbalife».